# ロード・アンド・テイラー
ロード・アンド・テイラー （英語: Lord & Taylor）は、アメリカ合衆国の百貨店チェーンの一つで、アメリカで最も古い百貨店の一つである。創立は1826年である。
1900年代には全米に店舗を展開するまでになったが、21世紀にはインターネット通販の広がりにより経営不振に陥り、2019年1月2日にはニューヨーク5番街の旗艦店を閉店。同年にはル・トートの傘下に入った。2020年8月2日、新型コロナウイルス感染症の流行による売上悪化を受け、バージニア州の裁判所に連邦倒産法第11章の適用を申請し経営破綻。なお親会社のル・トートも共に経営破綻している。
経営破綻時点で北米に47店舗と通販サイト lordandtaylor.com にて展開されている。